# Guillaume Dustan
Pour les articles homonymes, voir Dustan et Baranes.
William Baranes, plus connu sous son nom de plume Guillaume Dustan, né le 28 novembre 1965 à Paris et mort dans la même ville le 3 octobre 2005,, est un écrivain, éditeur et magistrat administratif français.
Conseiller de tribunal administratif, il est en parallèle l'auteur d'une œuvre littéraire, pour l'essentiel autobiographique, en grande partie centrée sur les pratiques et les problématiques concernant l'homosexualité.

## Biographie

### L'énarque
Fils d'une architecte d'intérieur d'origine juive ashkénaze et d'un psychiatre d'origine juive sépharade,,, Guillaume Dustan obtient les premiers prix de français et d'anglais au concours général. Élève au lycée Henri-IV, où il effectue sa khâgne, il décide de ne pas passer le concours d'entrée de l’École normale supérieure. Il suit alors le parcours classique Sciences Po-ENA (promotion 1991 Victor Hugo), avant de se lancer dans une carrière juridique. Juge administratif, il dirige, en 1994 et 1995, avec Marie-Anne Frison-Roche, La Justice : l'obligation impossible, pour la collection « Valeurs » des éditions Autrement ainsi que De l'injuste au juste, aux éditions Dalloz. Il est conseiller au tribunal administratif de Versailles et rédige des articles pour les éditions Dalloz.

### Vie sexuelle
Il expérimente la « drague » sur Minitel rose, les backrooms et les rapports avec des partenaires multiples. Il connaît ses premières expériences avec la drogue. En 1990, il apprend sa séropositivité,.

### Écriture et médiatisation
Le nom de plume « Guillaume Dustan » a été choisi en 1994 en référence à saint Dunstan de Cantorbéry dont la biographie avait été écrite dans La Sainte Lettre, revue confidentielle à laquelle participait William Baranes (Guillaume étant la traduction de William en français).
En 1994, à Paris, il rédige son premier roman, Dans ma chambre, qu'il corrige sur épreuves à Tahiti où, entre-temps, il avait demandé son affectation en tant que magistrat. Dans ma chambre est publié aux éditions POL en 1996. Judith Perrignon, journaliste à Libération, écrit : « [Guillaume Dustan] laisse tomber la défroque de l'élite bourgeoise, troque ses prestigieux diplômes contre les tares d'une époque puritaine : il est pédé, séropositif, drogué et le fait savoir. »
En 1997, il quitte Tahiti, se met en disponibilité de son administration. Revenu en métropole, il rédige un second récit, Je sors ce soir, publié chez le même éditeur en 1997 ; c'est dans ce livre que le mot "sida" apparaît pour la première fois sous la plume de Guillaume Dustan. Jusque-là anonyme et caché derrière son nom de plume, il commence alors à apparaître à visage découvert dans les médias, tout en évitant encore de révéler son véritable nom. En 1998, toujours chez POL, il publie Plus fort que moi, dernier tome de ce qu'il considérait comme une trilogie « autopornographique ». La même année, il collabore au dixième numéro de la revue Écritures, consacrée à Renaud Camus.
Il crée alors aux Éditions Balland la collection « Le Rayon gay », dans laquelle il publie, en 1999, pour la première fois en France, Les Monologues du vagin. « Le Rayon gay » deviendra par la suite « Le Rayon ». Ce sera la première collection entièrement LGBT éditée en France.
Une cinquantaine de titres y seront publiés jusqu'à sa fermeture en 2003, dont trois titres de Guillaume Dustan : Nicolas Pages (1999, titre qui fait référence à l'écrivain et plasticien Nicolas Pages), Génie Divin (2001) et LXiR ou Dédramatison La Vi Cotidièn (2002).
Il reçoit le prix de Flore, en 1999, pour son roman Nicolas Pages. La même année, de janvier à mars, il dirige le magazine gay hebdo gratuit e-m@le rebaptisé CQFG pour le compte de radio FG sur proposition d'Henri Maurel. Pink TV lui consacre un reportage : « In bed with Guillaume Dustan ».
Il fait quelques apparitions au cinéma, en 2001, dans le court-métrage Les Éléphants de la planète Mars, de Philippe Barassat, et en 2003, dans Process, de C.S. Leigh.
En 2001, il intègre le jury du Prix Sade. La même année, il se présente aux élections municipales, dans le 4e arrondissement de Paris.
Entre 2000 et 2004, il réalise une vingtaine de vidéos expérimentales, non commercialisées, et dont la distribution (restreinte) s'organisera après sa mort.
En 2003, il participe à la revue littéraire Bordel, dirigée par Frédéric Beigbeder et Stéphane Millon.
Ses apparitions médiatiques sont souvent remarquées : Guillaume Dustan se présente sur les plateaux avec une perruque verte ou argentée, notamment à deux reprises chez Thierry Ardisson, dans Tout le monde en parle, militant pour une « cohabitation pacifiste de l'homme et de la femme au sein d'un même corps ».

### Génie divin
Génie divin est un livre de Guillaume Dustan, paru chez Balland, dans la collection Le Rayon en 2001, puis dans le deuxième volume de ses œuvres complètes chez P.O.L en 2021. Il y théorise la pratique du barebacking comme défense du libre arbitre et les politiques queer en tant que résistances au capitalisme.

### Polémique sur le bareback
La médiatisation de Guillaume Dustan s'accroît avec la polémique sur le bareback. Act Up-Paris  s'oppose à lui parce qu’il défend les relations sexuelles non protégées entre adultes consentants (barebacking). Cela lui vaut d'être, à partir de 2001, attaqué violemment par Didier Lestrade, membre historique d’Act Up-Paris  qui juge les positions de Dustan criminelles. Mais après la mort de Dustan, il écrit : « Pendant longtemps, j'ai cru qu'appartenir à Act Up me dotait d'un outil ou d'une arme pour combattre Guillaume Dustan et Erik Rémès. En fait, j'ai dépensé plus d'énergie à me battre contre mes amis que contre mes ennemis ».
Dustan avait affirmé, chez Thierry Ardisson : « Moi, j’pense qu’on est responsable pour soi, pas pour les autres. Parce qu’à partir du moment où on est responsable pour les autres, on s’occupe plus de soi, et il se passe plus rien, et voilà ». Derrière ces mots qui paraissent anodins, il y a un enjeu politique, et personne ne s’y est trompé. « Il n’était pas question de laisser Dustan lutter sur un terrain politique », affirme Wilfried Salomé dans Try to unDUSTANd : « Les perruques chez Ardisson, ça passait. Les provocations culs, aussi. Écrivain gay, ok. Écrivain polémique, ok. Écrivain politique, non. » Salomé poursuit : « Pour le faire taire, on lui a donc enlevé son public. En créant de toutes pièces une polémique sur le bareback. L'affaire a été rapidement pliée. Guillaume Dustan, séropositif, était un assassin, simplement parce qu'il prétendait refuser de baiser avec Kpote. »
Thomas Dreneau, dans Libération, écrit quant à lui : « Étant porteur du virus du sida, Dustan ne veut absolument pas contaminer d’autres personnes ; il souhaite vivre sa sexualité sans cette culpabilité d’être un assassin en puissance, un danger pour les autres qu’il faut donc contrôler, contraindre et réprimer. En conséquence, l’auteur réhabilite moralement l’individualisme en tant que seul moyen pour l’homme de vivre heureux. L’altruisme défendu par des philosophes comme Arthur Schopenhauer et Moritz Schlick, est, pour Dustan, non dépourvu de cette tentation de dominer l’autre, de dire ce qui est bien pour lui ».
Mais cela n’a pas suffi. « Dans le consensus mou en train de créer une nouvelle police du langage, Guillaume Dustan tient une position insupportable », écrivent les auteurs de Une perruque et un stylo. Légender Dustan. Wilfried Salomé continue : « Après Nicolas Pages, Génie Divin et LXiR, Guillaume est devenu un écrivain polémique. Un écrivain politique et importun. S'était-il imaginé plus fort qu'il ne l'était ? En tout cas Paris fut plus fort que lui ».

### Retrait du milieu culturel
Après la fin de sa collaboration avec Balland, Guillaume Dustan réintègre la magistrature. Nommé à Douai, il continue de publier mais se tient désormais éloigné du milieu littéraire et des médias,,. Dans un texte paru dans Technikart, il évoque une vie « d'un ennui mortel ».
En 2004, la revue Écritures lui consacre un numéro spécial intitulé « Danger Dustan / Engagement », constitué de textes inédits de l'auteur et d'articles critiques,. La même année, il publie Dernier roman chez Flammarion et, en 2005, Premier essai. Ces deux textes sont ignorés par les critiques littéraires qui les jugent « illisibles ».

### Décès et postérité

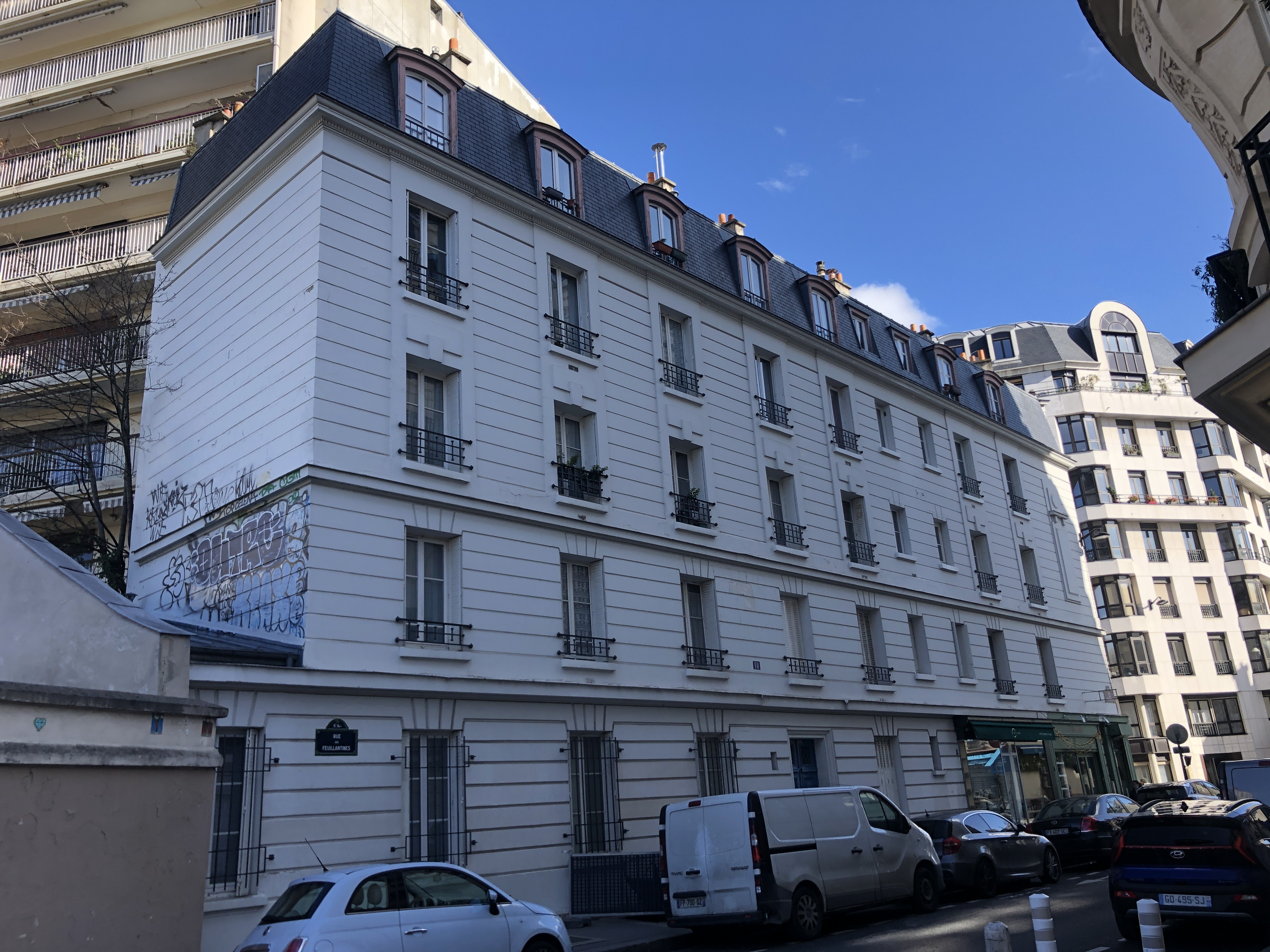
Immeuble où meurt Guillaume Dustan.

Guillaume Dustan meurt à 39 ans, en 2005, au 18 rue des Feuillantines dans le 5e arrondissement de Paris, d'une intoxication médicamenteuse involontaire liée à une consommation excessive de médicaments pour contrer les effets secondaires du traitement anti-VIH et d'antidépresseurs ayant entraîné une embolie pulmonaire. Il est enterré au cimetière du Montparnasse (division 29, petit cimetière). Comme épitaphe, sur sa tombe, on peut lire :

« J'ai toujours été pour tout être. »

 Il a été dit après sa mort : « Écrivain maudit, sans penser à l’étymologie de “maudit”. Celui qui dit mal, toujours… ».
Des personnalités lui rendent hommage. Thomas Clerc, universitaire, publie dans le journal Libération un article intitulé « Mon cœur est mort (pour Guillaume Dustan) » dans lequel il déclare que « Guillaume Dustan était l'un des écrivains les plus forts de la littérature contemporaine, celle qui prend des risques parce qu'elle n'est pas formatée. » Il voit en Dustan un écrivain qui « a posé quelques jalons décisifs pour saisir l'esprit d'une époque et qui restera donc dans les têtes comme les tubes qu'il aimait tant. Il a lié le monde et la littérature parce qu'il ne faisait pas de différence entre l'art et la vie. Avec une sorte d'innocence superbe, il écrivait pour aujourd'hui. Il est mort, mais ses textes dansent ».
Des écrivains réagissent également à sa disparition. Michel Houellebecq écrit : « la mort de Guillaume Dustan m'a beaucoup affecté ; c'était un être lumineux, extrême, il était important par sa présence autant que par ses livres. » Erik Rémès rend quant à lui hommage à un « drôle de personnage à la fois terriblement attachant et, en même temps, détestable. Un garçon très intelligent, violent, possessif, excessif, manipulateur. Un garçon de 40 ans qui paraissait encore parfois traverser une crise d’adolescent. Avec ses envies d’être aimé et son côté insupportable. Enfant gâté, bourgeois, puant. Provocateur, barebacker, cynique, libre-penseur. Un garçon qui n’avait pas sa langue dans sa poche et qui parlait et écrivait, quitte à choquer, rentrer dans le lard des conventions. »

Dans une lettre posthume adressée à Dustan, Virginie Despentes écrit : 

« C'est toi le meilleur d'entre nous. Et de loin. Tu ne ressemblais pas à un écrivain français. Tu étais beau, dangereux, drogué, séducteur, ta voix était à tomber par terre de sexy. Une drôle de grimace remontait ta bouche d'un côté quand tu souriais et on ne savait pas trop si tu étais doux ou teigneux, fort ou désespéré. Tu étais excitant. Tes romans te ressemblent. »

En 2007, la Fémis projette Enjoy (back to Ibiza), un film réalisé par Guillaume Dustan.
En 2008 parait en France le livre Testo Junkie : sexe, drogue et biopolitique de Paul B. Preciado qui rend un hommage posthume à Guillaume Dustan, ami proche de l'auteur.
En 2012, des textes inédits de Guillaume Dustan paraissent dans la revue Monstre (no 4). La même année, POL Éditeur annonce la publication de ses Œuvres complètes (en trois tomes) accompagnées d'inédits, dans une édition dirigée par Thomas Clerc. Le premier tome, Œuvres I, paraît en mai 2013. La même année, le jury du prix Sade lui décerne un prix spécial, à titre posthume.
En 2021, le deuxième des trois tomes de ses œuvres paraît aux éditions P.O.L.
Le samedi 2 octobre 2021, le Prix Sade célèbre ses vingt ans ; lors de la remise du prix, un hommage est rendu à Guillaume Dustan (juré du Prix Sade) à l’occasion de la parution du volume Œuvres II (P.O.L.).
Guillaume Dustan est mentionné dans l'exposition EXPOSÉ - ES au Palais de TOKYO du 17 février au 14 mai 2023.

#### Biographies
En 2018, Raffaël Enault publie une biographie de Guillaume Dustan, Dustan Superstar. 
Raffaël Enault sortira en septembre 2025, une nouvelle biographie augmentée et corrigée sous un nouveau titre. 

#### Colloques universitaires
En 2019, un colloque sur Guillaume Dustan, organisé par Raffaël Enault, se tient à Paris avec la participation entre autres de Marie-Anne Frison-Roche, Julie Wolkenstein et Philippe Di Folco.
Le colloque, Les corps de Guillaume Dustan, organisé par Flavia Bujor, Thibaut Casagrande et Geoffrey Gilbert, se tient les 22 et 23 juin 2023, à Paris avec la participation entre autres de Thomas Clerc et Nick Rees-Roberts (en).
En novembre 2024, Guillaume Dustan est évoqué dans l'exposition « Au temps du Sida », à Strasbourg, sous le panneau « Je sors ce soir ». 

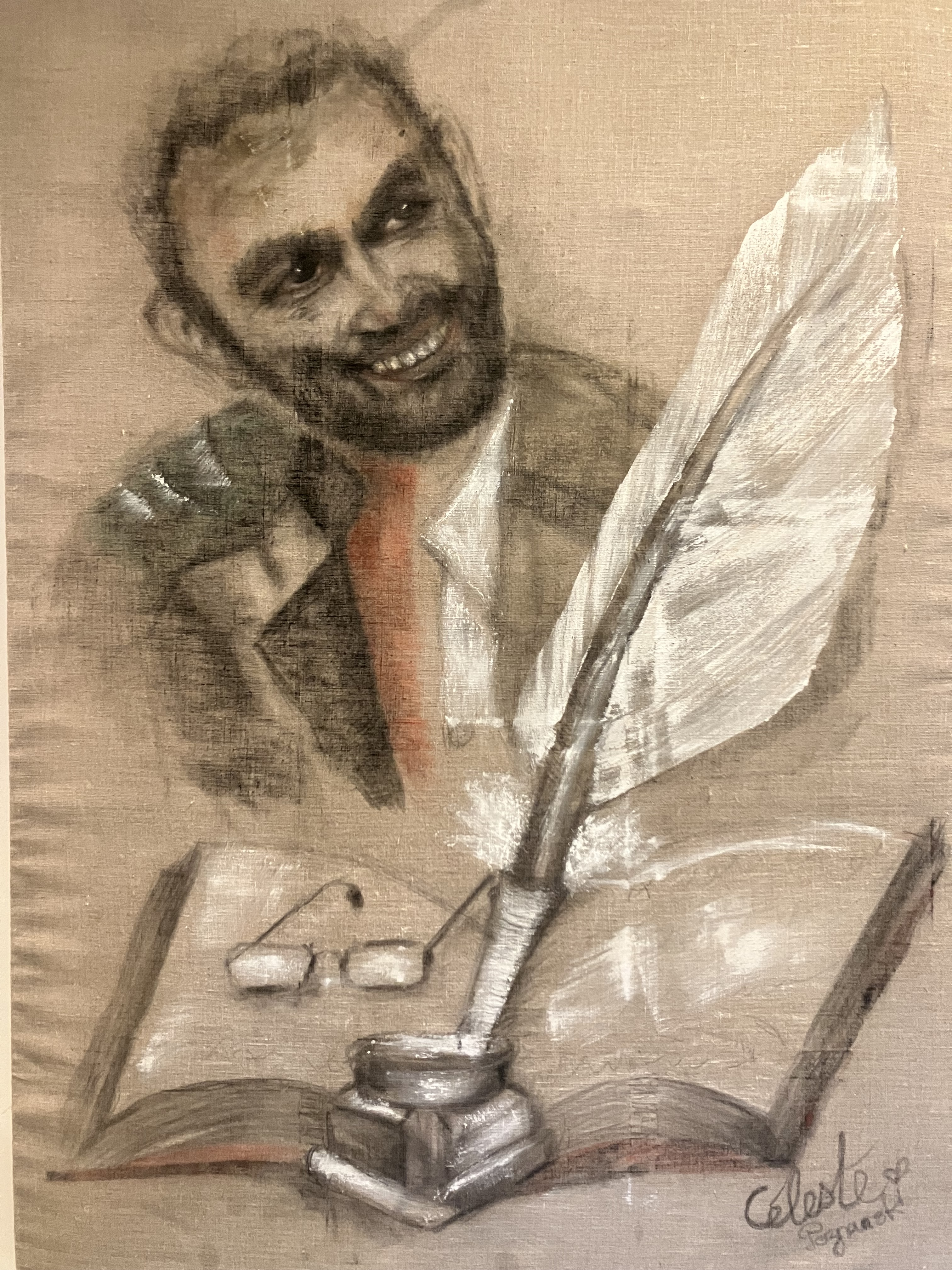
Tableau pastel de Guillaume Dustan (120 x 85 cm), par Céleste, 2024, collection particulière.

## Prix
- Prix de Flore 1999
- Prix Sade 2013 (posthume)

## Écriture

### Influences et style
Guillaume Dustan reconnaît plusieurs influences. Son style s'inspire incontestablement de la littérature anglo-saxonne, qu'il préfère au classicisme français, qu'il qualifie de « bourgeois ». Il écrit :

« Merde à la dictature du Vrai Roman, dans sa version de droite (classique avec un héros jeune et beau) ou de gauche (expérimental avec des chaises). La littérature bourgeoise française est tellement calquée sur les valeurs aristocratiques de distinction qu'elle a le plus grand mal à créer une littérature moderne. »

Ses trois premiers romans (Dans ma Chambre, Je sors ce soir, Plus fort que moi) apparaissent dès lors comme une « adaptation française » du style anglo-saxon, plus souple, plus oral, moins académique, plus déconstruit, plus subversif, avec tout ce que cela sous-tend en termes d'éclatement de la phrase, de libertés dans la ponctuation, la syntaxe et même les thématiques abordées (le corps, le sexe, la drogue, l'exploration du moi). Les influences les plus évidentes sont incontestablement celles de Bret Easton Ellis et Dennis Cooper dont les œuvres sont basées sur la description clinique des faits (notamment sexuels), ce que note Dustan :

« Bret Easton Ellis m'avait montré la voie avec son minimalisme stylistique et son absence de « psychologie » au sens traditionnel du terme (l'intériorité des personnages n'est montrée qu'à travers le récit de leur action), pour son esthétique filmique, et bien sûr pour le trash-gore inédit. »

Anne-Marie Vanhove souligne aussi sa proximité avec Andy Warhol.
Guillaume Dustan avoue son admiration sans limite pour Marguerite Duras, dont il salue la capacité à écrire avec du « mauvais français », à s'être libérée, à utiliser un style oral, donnant ainsi l'impression que tout le monde peut être écrivain. Il apprécie aussi en elle la figure militante, capable de prendre la plume à un moment où être une femme écrivain et artiste était loin d'être courant (et accepté). Il note d'ailleurs que « la littérature moderne (c'est-à-dire ayant échappé au patriarcat autoritariste) en France date de Duras », et cite abondamment La Vie matérielle, livre d'entretiens de cette dernière, pour parler de sa « culture littéraire » dans Nicolas Pages. Il évoque aussi son goût pour les œuvres d'Hervé Guibert, dont il admire la mise en scène « gore-morbide » de soi et la capacité à transcrire (au-delà du pur acte sexuel) des relations amoureuses homosexuelles, et de Renaud Camus, dont il souligne « l'allégresse qui se dégageait encore à l'époque [de ses écrits pornographiques] ». Il publie d'ailleurs, en 1998, un texte-hommage à Renaud Camus. Guillaume Dustan s'inscrit lui-même dans « le filon des écrivains de l'extrême : Sade, Artaud, Bataille, Genet, Guibert ».
Cependant, Dustan tente aussi de se démarquer de certains prédécesseurs en littérature gay : Genet en particulier, mais aussi Proust et même Hervé Guibert, l’auteur du roman Les chiens. Il estime que leurs écrits sont caractérisés par une culpabilité sous-jacente. À propos de la sodomie, il écrit ainsi : « Je voulais dire la vérité. Montrer que celui qui faisait ça était quand même un être humain. Pas un chien. Maintenant que j’y pense, quel titre atroce : Les chiens ».
« Derrière le style et les thèmes qui se veulent provocateurs, l’auteur poursuit un but : la réhabilitation de ces semblables, des hommes qu’il a aimés, sodomisés, côtoyés. Décrire crûment, presque cliniquement, des relations sexuelles entre hommes est une manière de les normaliser. Dustan reste un homme de loi et qualifie son écriture de justicielle », comme le montre l'entretien qu'il avait accordé à Technikart en 1999 : « Mon écriture avait pour justification de me faire du bien — la continuation de la psychanalyse — et de montrer que mes amis étaient beaux. À l’époque, en 1993, ils n’avaient pas trop la cote. Ils étaient pédés SM, drogués, séropo. Ça me détruisait que ces gens ne soient pas vus comme je les voyais : comme des anges. Avec le deuxième livre, je me suis mis à comprendre ce qu’il pouvait y avoir de vital dans la culture gay, dans laquelle j’étais immergé mais qui n’avait pas de valeur à mes yeux. De la même manière que je n’avais pas de valeur à mes propres yeux parce que (…) je voyais ça comme une sous-vie. Et puis je me suis rendu compte que c’était plutôt une ‘sur-vie’ Il y a eu un renversement des valeurs ».
Dustan exprime une répulsion toute particulière envers certains écrivains, entre autres : Angelo Rinaldi (« une resucée de Proust en plus triste »), Borgès (« inventeur de fables qui se mordent la queue ») ou encore Alain Robbe-Grillet (« un escroc ») et Claude Simon et Jean Rouaud  (« Litanie, liturgie, léthargie… », écrit-il dans Nicolas Pages).
Parmi ses contemporains, Dustan fut rapproché de Christine Angot, son « alter-angot », selon une critique qui voyait chez les deux auteurs une même pratique de mise à nu frontale du moi autobiographique. La confrontation radicale entre la vie et l'écriture serait alors un point de rapprochement entre les deux auteurs. Dans son Premier essai, Dustan parle d'ailleurs des « écrivains des années 90 », ceux dont il reconnaît l'importance dans l'avènement d'une nouvelle littérature et d'un nouveau style : Vincent Ravalec, Virginie Despentes ou encore Michel Houellebecq.

### De l'autofiction
Angot, comme Dustan, ne peut envisager qu’une écriture de soi qui ne soit pas de l’invention romanesque, mais qui ne soit pas non plus de l’autobiographie. Dans Quitter la ville elle expose son projet : « La réalité et la fiction ; au milieu, un mur. Être incapable d’inventer n’est pas de l’impuissance, c’est un principe ». Elle serait donc du côté de l’autobiographie, mais elle en dénonce toutes les impasses. La plupart de ses livres sont intitulés roman. Elle serait donc en principe pour l’autofiction. Elle fait la même connexion que Dustan entre écriture du Je, autofiction et politique. La question politique est dès lors présente, associant enjeu politique et écriture du Je. C’est ce qu’on a appelé l’enje Dustan.
Dans Nicolas Pages, Dustan radicalise ses aspirations littéraires, et note :

« C'est qu'il n'y a pas trente-six solutions en littérature : soit on invente tout et on s'expose à une relative pauvreté de détail (sauf à réintroduire des petites merdes vécues dans l'histoire inventée) ; soit on raconte sa vie et on s'expose à une relative faiblesse dramatique (sauf à faire des mutants en greffant des événements et des personnages les uns sur les autres). En fait j'ai envie d'être beaucoup plus radical. En littérature, soit c'est soi, soit c'est du bidon. »

Dès lors, l'œuvre dustanienne est un « abandon de la grande fiction » au profit d'« une sorte de narration domestique ». Écriture acharnée du corps, du sexe, de la drogue, de la danse, du mouvement et du moi, l'œuvre de Dustan propose une autofiction intégrale, sans — selon les dires de l'auteur — aucun ajout romanesque ou fictionnel : « Au début, je pensais romancer, comme on dit. Changer des trucs. Mourir à la fin. Et puis je n'ai pas voulu. ». En outre, la psychanalyse et l'auto-psychanalyse émaillent quasiment tous ses textes, de même que les rapports de force entre hommes (sadomasochisme), la drogue (théorisation de la consommation et de l'exploitation corporelle et psychique de l'ecstasy en particulier), sur fond de réflexion politique.
Chez Dustan, l'autofiction prend la forme d'une écriture performative, où la vie débouche vers l'écriture, et non le contraire. Lors d'une interview accordée à Fluctuat.net, il déclare :

« La question est de savoir pourquoi les gens écrivent. Pourquoi est-ce qu'on raconte des histoires, je ne sais pas moi. Je n'ai pas envie d'écrire des histoires. J'ai essayé et ça ne marchait pas. Et à un moment j'ai trouvé que j'avais une vie assez bizarre pour écrire dessus. J'ai été très influencé, d'abord marqué, puis influencé par la lecture des gens qui utilisaient le « Je ». Et qui racontaient leurs choses. Leurs choses à eux. »

Mais à la question « Pourquoi aurait-on envie de raconter sa vie ? », Dustan répond :

« C'est plutôt l'inverse qui est surprenant. Il est étonnant que ce soit surprenant de demander pourquoi on a envie de raconter sa vie. J'ai plutôt l'impression que c'est ça qui est normal, en tout cas ce qui se comprend le plus facilement, non ? Ce qui est étonnant, n’est-ce pas l’inverse, c'est-à-dire qu’il y ait des gens qui passent autant de temps à raconter des histoires qui ne parlent pas d’eux. »

C’est là que commence son projet politique. « Il a mis une perruque pour dire qu’il réunissait l’homme et la femme en lui. Et il a pris son stylo pour s’engager dans son projet, littéraire et politique tout à la fois. Qu’il appelle comment ? Pas seulement autobiographie, ni autographie, ni égologie, ni même autofiction, quoique, il hésite, il varie, il se contredit, il cherche. Mais il ne transige pas. Il l’a toujours proclamé, Je est le seul chemin, virtuel sans doute, mais d’autant plus nécessaire, d’autant plus réel, d’autant plus périlleux, pour sa révolution qu’il va alors nommer d’un néologisme énigmatique : autobiopornographie, ou souvent plus simplement autopornographie. »
En avril 2001, donc après Nicolas Pages et Génie divin, Laurent Galiana interroge Dustan :

« – À un moment, vous écrivez « Je me demande si je suis doué pour la science-fiction », vous n’êtes plus dans l’auto-fiction ?
– Le terme d’auto-fiction, je le récuse : c’est peut-être valable pour Marie Darrieussecq, qui métaphorise des trucs vécus comme dans Naissance des fantômes. D’autres, comme Angot ou moi, on fait de l’autobiographie, de l’auto-arrangement, de l’auto-crucifixion, puis de l’auto-décrucifixion. Mes trois premiers livres étaient autobiopornographiques. Raconter sa vie avant d’avoir 70 ans, ça ne se fait pas, c’est mal vu. Le journal intime est accepté mais ce n’est pas ce qu’on fait. Alors, appelons ça créer un genre, une forme. »

### L'auto(bio)pornographie
D'un point de vue thématique, l'œuvre dustanienne se présente, dans un premier temps, comme une sorte « d'Odyssée du sexe » :

« L'idée était d'écrire une sorte d'Odyssée, une histoire de ma vie sexuelle qui était aussi une découverte, un voyage dans les contrées sauvages et inconnues du sexe, peuplées de monstres divers. Ma « vie sexuelle ». Un truc en fait assez peu exploré par la littérature, alors que dans la vie de chacun il y a des transformations incroyables, profondes, dans le rapport à ces choses-là au cours de la vie ou de périodes suffisamment longues de la vie. Encore une fois l'idée était de donner de l'importance à des choses dont on ne parle pas et qui sont pourtant de l'essence même de la définition de soi. »

La trilogie dite « autopornographique » (néologisme créé par Dustan dans Génie divin) publiée chez P.O.L. explore alors trois « dimensions sexuelles » : celle de la sexualité quotidienne et domestique d'un homosexuel parisien des années 1980-1990 (Dans ma chambre), celle du « milieu » gay (Je sors ce soir) et celle du sadomasochisme (Plus fort que moi).
L'autopornographie serait ainsi une autofiction du « moi sexuel », dont l'exposition crue apparaît comme une ultime provocation, et l'urgence de l'écriture un des moteurs :

« Il était hors de question d'écrire sur ma vie honteuse, ma vie de rat. Impossible. Si j'ai pu écrire mon premier livre, c'est parce que je pensais que j'allais mourir. Dans un testament on est libre. On déshérite. J'ai déshérité mon père et tous les flics. J'ai dit que je me droguais et que je me faisais mettre. Les deux grands trucs politiquement incorrects. »

Dans cette perspective, la sexualité, chez Dustan, se présente comme une libération. L'auteur plaide pour une sexualité sans protection entre adultes consentants (barebacking) en évoquant la liberté de chaque individu de se mettre en danger et de se débarrasser de l'autorité moralisante :

« Nous réclamons les religions de la jouissance. Nous le sommes : raves, backrooms, saunas, c'est cela la politique nouvelle. La nouvelle pornographie. La nouvelle vie. L'extrême. Pas le couvre-feu dix-neuvièmiste. Pas le backlash. Le feu. La libération. »

C’est son enjeu à la fois politique et littéraire. Mais dans Nicolas Pages il récuse fortement et ironiquement l’expression « littérature homosexuelle ».

### Nicolas Pages
Ce roman a été couronné en 1999 par le prix de Flore. Après une première page rappelant sa trilogie autobiopornographique, le livre est construit, « magnifiquement construit, entre deux trains, entre deux ratages… Avec l’inclusion de textes fondateurs sur la littérature, l’écriture. Une réflexion sur le roman dans le roman, en abyme », écrit Colette Piquet.
À l’aller vers Liège, où le héros rencontre Nicolas Pages, il se trompe de wagon, change avant Bruxelles, tombe sur un vieux hideux tout maigre en tenue de cycliste, sa carte de crédit ne marche pas. Pourtant une histoire d’amour s’engage avec Nicolas Pages. Lors du second voyage vers Lausanne, il part avec retard vers la gare et rate son train.

« J'ai dit Bonjour Monsieur, vingt minutes pour la Gare de Lyon, c'est faisable ? Il a dit Ça va être dur, J'ai dit Eh ben on va voir. Ça a bloqué rue du Quatre-Septembre. À moins cinq on était à la Bastille. Je l'ai payé d'avance pour pouvoir courir dès qu'on serait arrivés. Gare de Lyon, en haut ou en bas ? C'est quoi le mieux pour les TGV ? Ben ça dépend, mais à mon avis, en haut. Il m'a laissé en haut à moins une. Je me suis retrouvé sur le quai à l'heure pile. Bizarrement les portières étaient fermées. J'ai appuyé sur le bouton. Rien. Et puis le train s'est mis à bouger. Merde. J'ai tapé sur la vitre, je sais c'est ridicule. Laissez-moi monter, j'ai gueulé. Ça n'a pas marché, Nicolas Pages. »

Entre ces deux moments du récit, ces deux ratages, un patchwork cousu de son aventure avec Nicolas Pages racontée au jour le jour, du récit de sa grande histoire d’amour avec Nelson, appelé tendrement Lapin, de son quotidien dans le milieu gay, de son travail littéraire, de ses pensées du moment, du texte de ses projets et articles, et même du journal tenu par sa grand-mère avant sa mort, respectant scrupuleusement la graphie de celle-ci (les fautes d'orthographe et de syntaxe, les ratures, etc.).
Les dernières phrases du livre ouvrent vers un après :

« Et puis Nicolas Pages est au Japon. Il faut que je lui e-maile. Nelson est à Santiago. Il doit me faxer ses T4. Les autres sont à Paris. Nous sommes là. Ce n’est pas fini. Et puis j’ai la tête pleine de travail »

Dans Nicolas Pages, le projet politique et littéraire de l'auteur se précise, comme il le dit en interview :

« – Je trouve que le plus important dans la vie, c’est le renforcement des liens sentimentaux. C’est ce que j’attends de la vie maintenant : que ça devienne de plus en plus puissamment amoureux.
– Comment y parvenir ?
– En détruisant l’ordre social. Je veux détruire leur sale ordre. Quand j’étais jeune, je pensais qu’il n’y avait pas de problème. Que c’était moi qui avais un problème. Maintenant, je pense que c’est profondément lié à l’organisation sociale et au discours dominant, qui est un mensonge. Aujourd’hui, notre sensibilité est réprimée. Les gens n’écoutent pas leur corps et leur esprit, ils écoutent la voix du Maître, du Père. C’est de ça qu’il faut sortir »

### Littérature expérimentale
Par la suite, dans Génie divin ou Premier essai, la construction des romans de Dustan est le plus souvent une mise en perspective, d'apparence anarchique, de textes hétéroclites (récit, journal, articles, citations, courts essais) qui s'accompagne de variations dans la police des caractères (utilisation de l'italique, du gras, du souligné, changements fréquents de police). L'auteur assume cette déconstruction :

« Ces livres, ça, que ce soit Nicolas Pages ou celui-ci ou le prochain, grosso modo c'est à la va comme je te pousse. Mais c'est aussi ça qui m'intéresse comme projet littéraire, c'est : j'ai pas fait spécialement d'effort, c'est comme ça. Il y a certains passages oui vraiment écrit, là je me suis vraiment fait chier, j'ai réécrit. Pour le reste, on est dans l'ordre de l'entretien, de la vaticination, du délire. Là j'ai vraiment la flemme de corriger, et puis mes livres ont été annoncés comme novateur formellement. »

### Réception de l'œuvre
On peut distinguer, selon David Vrydaghs, « trois moments dans la trajectoire de Guillaume Dustan ». Dans un premier temps, de 1996 à 1999, il est lentement propulsé sur le devant de la scène littéraire, ce qui fait de lui un écrivain culte dans le milieu homosexuel. Dans ma chambre est comparé à Tricks, de Renaud Camus, Guillaume Dustan fait quelques apparitions télévisuelles, notamment dans Le Cercle de minuit. Un écho médiatique commence à se former.
Après cette « phase d’émergence », interviendrait « une phase intermédiaire, de 1999 à 2001, où Dustan cherche à constituer une position collective dans la niche où il travaille depuis ses débuts, comme à percer en littérature au moyen de textes formellement plus ambitieux, et proches, à bien des égards, de l’essai. » De fait, dans Nicolas Pages ou Génie divin, il fait de ses œuvres des laboratoires d'expérimentations stylistiques remarquées par la critique. On note un « passage progressif au genre de l'essai, qui voit donc Dustan abandonner la littérature homosexuelle grâce à laquelle il s'était fait un nom pour une production à la fois littéraire et politique, située à l'intersection de la littérature et du champ intellectuel ». C’est également à cette époque qu’il commence à intervenir régulièrement dans l'espace public. Élargissant le lectorat homosexuel de ses premiers écrits, il est invité dans des émissions « grand public ». Le prix de Flore encourage sa médiatisation mais Guillaume Dustan regrette de n'avoir pas la visibilité et la reconnaissance qu'il pense mériter.

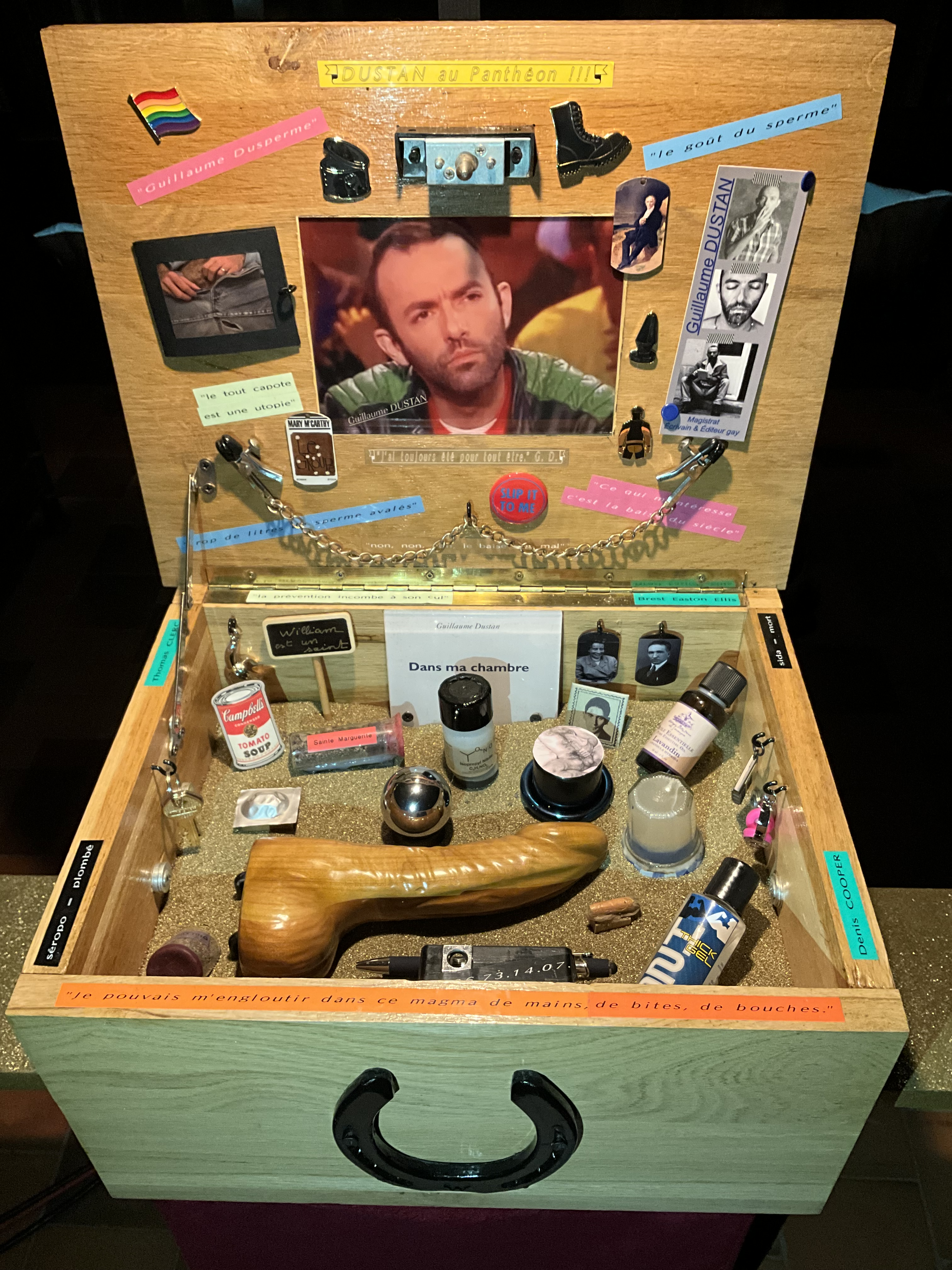
coffre en chêne résumant l'oeuvre de Guillaume DUSTAN, (collection particulière), centre d'archives LGBT+ de PARIS, 2024

David Vrydaghs constate alors que cette phase est suivie par une autre, qu'il qualifie de « phase de déclassement, de 2001 à sa mort en 2005, pendant laquelle Dustan n’est plus lu. […] Le déclassement de Guillaume Dustan, effectif à partir de Génie Divin, ne fait que se confirmer par la suite. Après avoir été remercié par Balland, Dustan quitte Paris pour Douai, puis Lille, où il écrit encore deux textes, Dernier roman et Premier essai, publiés chez Flammarion mais boudés par la critique au point, par exemple, que Jean Birnbaum, journaliste au Monde, ignore l’existence du dernier livre de Dustan dans sa notice nécrologique. Quant aux critiques qui connaissent ces deux livres, ils les jugent “illisibles” ».

## Œuvres

#### Romans et récits
- Dans ma chambre, P.O.L, 1996.
- Je sors ce soir, P.O.L, 1997.
- Plus fort que moi, P.O.L, 1998[11]
- Nicolas Pages, Balland, coll. « Le Rayon », 1999.
- Génie divin, Balland, 2001, coll. « Le Rayon ».
- LXiR ou Dédramatison La Vi Cotidièn, Balland, coll. « Le Rayon », 2002.
- Dernier Roman, Flammarion, 2004.
- Premier Essai. Chroniques du temps présent, Flammarion, 2005.

#### Œuvres réunies
- Œuvres :
  - tome I, préfaces et notes de Thomas Clerc, P.O.L, 2013. Ce premier tome[79] regroupe les textes suivant : Dans ma chambre, Je sors ce soir, Plus fort que moi.
  - tome II, préfaces et notes de Thomas Clerc, P.O.L, 2021. Ce deuxième tome[80] regroupe les textes suivant : Nicolas Pages, Génie Divin, LXiR.
  - tome III, préfaces et notes de Thomas Clerc, P.O.L, en 2023 sortie prévue.

### Vidéographie
La filmographie complète, incluant les vidéos non distribuées, est disponible dans le Premier essai de Guillaume Dustan, Paris, Flammarion, 2005, p. 151-154.
La distribution des vidéos est assurée par Le Peuple qui manque.
- Enjoy (Back to Ibiza), projeté le 25 octobre 2007 par PLP à La Fémis, 2001.
- Poub(elle), 2002.
- Squat, 2002.
- Nietzsche, 2002.

### Audiographie
- O fantasma (Dustan lit et dit), disque audio, dans Écritures, no 14 « Danger Dustan/Engagement », 2004.

### Photographie
- Mon beau gars l'est, Guillaume Dustan (sodomie électrique), photographies d'Hervé Joseph Lebrun, 17 mars - 7 avril, Pause-Lecture, 61 rue Quincampoix, 75004 Paris, 2000.

### Ouvrages juridiques
- Ouvrages juridiques, alors juge administratif, sous son vrai nom de William Baranes :
  - La Justice. L'obligation impossible, dir. avec Marie-Anne Frison-Roche, Éditions Autrement, coll. « Valeurs », 1994  (ISBN 2-02-033776-2).
  - De l'injuste au juste, dir. avec Marie-Anne Frison-Roche, Droz, coll. « Thèmes et commentaires », 1996  (ISBN 2-247-02624-9).
  - Trad. avec Olivier Simsek (préf. Jean Carbonnier) de Renato Treves, Sociologie du droit, Paris, Presses universitaires de France, 1995  (ISBN 2-13-046399-1).
- Dans certaines bibliographies, l'œuvre LXiR est référencée sous le titre Bête de somme / La Loi[82].

### Biographie
- Raffaël Enault, Dustan Superstar. Biographie, Paris, Robert Laffont, 2018.
- Collectif, revue Écritures, no 14 spécial « Danger Dustan/Engagement », 2004.
- Collectif, Une perruque et un stylo légender Dustan, dir. Anne-Marie Ringenbach, Paris, Cahiers de l'Unebévue, L'unebévue éditeur, 2015, 226 p.

#### Articles
- Thierry Ardisson, Cyril Drouet et Joseph Vebret, « Guillaume Dustan : agitateur gay », Dictionnaire des provocateurs, Plon, 2010.
- Jean Birnbaum, « Portrait de Guillaume Dustan en moraliste », Le Monde des livres, 29 mai 2013[83].
- Patrick Besson, « Une égofiction de Dustan », Avons-nous lu ? Précis incendiaire de littérature contemporaine, Fayard, 2013.
- Bénédicte Boisseron, « Post-coca et post-coïtum : la jouissance du logos chez Guillaume Dustan et Seinfeld », L'Esprit créateur, volume XLIII, no 2, été 2003.
- Ahmed Haderbache, « Sexe, drogue, séropositivité : un leitmotiv de la fête chez Guillaume Dustan », Écrire, traduire et représenter la fête, Université de Valence, 2001[84].
- Ahmed Haderbache, « Dustan et les médias : repenser son discours sans réinventer son histoire », séminaire, EHESS, 2008[85].
- (en) Daniel Hendrickson et Marc Siegel, « The Ghetto Novels of Guillaume Dustan », Paroles gelées, no 16, 1998[86].
- Pierre Jourde, « Guillaume Dustan », Le Jourde et Naulleau. Précis de Littérature du XXIe siècle, Mot et Cie, 2004.
- David Vrydaghs, « Personne n'a dit que Guillaume Dustan était un intellectuel, ou les raisons d'un échec », @nalyses, 3 avril 2006[87].

#### Fictions
- Guillaume Dustan a inspiré l'un des personnages principaux du roman La Meilleure Part des hommes de Tristan Garcia.
- En 2011, Frédéric Huet raconte la relation qu'il a entretenue avec l'auteur, dans un récit intitulé Guillaume Dustan[88].

#### Émissions
- Dustan Remix, émission Atelier de création radiophonique, France Culture, 26 février 2006[89].
- Guillaume Dustan (1965-2005) : « Parce que je suis : libre », émission Toute une vie, France Culture, 15 février 2020[90].

#### Exposition
- « The films of Guillaume Dustan (2000-2004) », 13 mars au 6 juin 2021, Fri Art Kunsthalle, Fribourg, Suisse.